# Acridoderes sanguinea
Acridoderes sanguinea är en insektsart som först beskrevs av Sjöstedt 1929.  Acridoderes sanguinea ingår i släktet Acridoderes och familjen gräshoppor. Inga underarter finns listade i Catalogue of Life.